# Município Kuito
Município Kuito är en kommun i Angola.   Den ligger i provinsen Bié, i den centrala delen av landet, 600 km sydost om huvudstaden Luanda.
I omgivningarna runt Município Kuito växer huvudsakligen savannskog. Runt Município Kuito är det ganska glesbefolkat, med 23 invånare per kvadratkilometer.